# المطبخ في العالم الحديث المبكر
المطبخ في العالم الحديث المبكر كان متنوع من خلال الموقع والموارد المتاحة. هناك العديد من العوامل التي تلعب دورا للمطبخ في المنطقة مع عدد قليل من الدين والموقع والوضع. الوجبات الغذائية عبر العالم الحديث في وقت مبكر متنوعة طوال الوقت والمكان. وكانت أبرز الديانات في الحقبة الحديثة المبكرة هي الإسلام والبوذية والمسيحية، وكان لكل من هذه الديانات وجه نظر خاصة بها حول ما يمكن أن يستهلك. كما أثرت التجارة والوضع على النظام الغذائي المستهلك في مناطق معينة. غيرت التجارة الموارد المتاحة وسمحت بإدراج السلع الكمالية التي تمد المناطق المحلية.